# Буряки
Буряки́ (укр. Бу́ряки) — село на Украине, в Бердичевском районе Житомирской области. Административный центр Буряковского сельского совета. Площадь населённого пункта — 26,63 км².

## Этимология
Существует разные версии происхождения названия села:
- название села происходит от слова «бараки», первые поселенцы в 1778 году строили бараки в непосредственной близости поля, на котором работали[2].
- село возникло во времена интенсивного производства сахара, и на месте села выращивали сахарную свеклу (укр. Бурак).

## География
Буряки — одно из самых южных сёл района, расположено близ границы с Винницкой областью, в 28,5 км к юго-западу от районного центра. Через село протекает ручей Гусь, приток реки Тетеревка, исток которой находится юго-восточнее села. На ручье имеются два пруда. В километре на юго-востоке от села находится перекрёсток автодорог P-32 и P-31.
| С-З | Иванополь (Чудновский район) | Вакуленчук (посёлок городского типа) |                                   | С-В |
| З   |                              | Роза ветров                          | Лемеши (Житомирская область)      | В   |
| Ю-З | Подорожня                    | Крапивна (Хмельницкий район)         | Андрияшевка (Житомирская область) | Ю-В |

## История

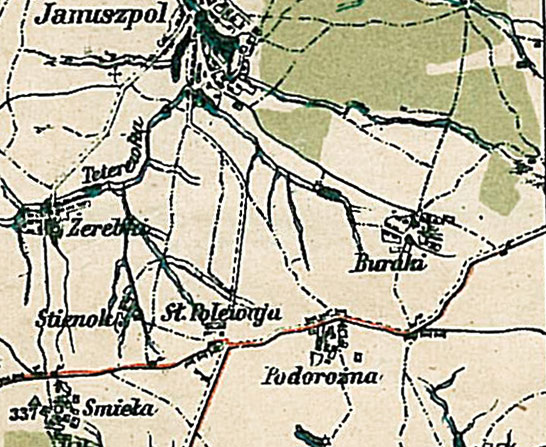
Буряки на немецкой карте 1914 года

### Новое время
Буряки впервые упоминаются в 1753 году, а официальная дата основания — 1776 год. Бывшее собственническое село, принадлежало роду Букар. В 1885 году ело было известно под названием Бураковъ, входило в Янушпильскую волость Житомирского уезда. В селе значилось 127 дворов , 1015 жителей; в Буряках была православная церковь, постоялый двор и ветряная мельница.

### XX век
По состоянию на 1900 год в селе было 272 двора и 1740 жителей.
В январе 1918 года в Буряках была установлена советская власть. В 1928 году в селе было образовано Товарищество по совместной обработке земли. В 1923 году был образован Буряковский сельский совет, который был включён в состав Янушпольского района Бердичевского округа. При переходе на областное деление село вместе со всем районом вошло в Винницкую область, а с образованием в 1937 году Житомирской области вошло в ее состав.
В начале 1930-х годов в селе проживало около 1200 жителей
Во Второй мировой войне бои за село были самыми кровавыми среди всех других населённых пунктов района: погибли 285 советских воинов.
В селе установлены два памятника в память погибших в этой войне, а также памятный знак жертвам голода на Украине в 1932—1933 годах.
В 1950-х годах в селе работали два колхоза — имени Кирова и «Октябрь». В 1959 году два колхоза были объединены в один — имени Кирова.
В 1957 году село вошло в состав Чудновского района, в 1959 — в состав Бердичевского района. В начале 1970-х годов в Буряках было 347 дворов с населением 930 человек.
По состоянию на начало 1970-х годов за колхозом имени Кирова было закреплено 2109 гектаров сельскохозяйственных угодий, из которых 1842 га — пашни. В хозяйстве выращивали зерновые и технические культуры, развивалось мясо-молочное животноводство. Колхоз имел пасеку, насчитывавшую 210 пчелосемей. За перевыполнение показателей сельского хозяйства в июне 1972 года колхоз награжден переходящим Красным знаменем Министерства сельского хозяйства СССР и ВЦСПС. В 1973 году колхоз был отмечен за высокие урожаи картофеля, которые достигали 320 ц/га, а тракторист Е. М. Савчук получил золотую медаль Выставки достижений народного хозяйства УССР.

### XXI век
В 2002 году колхоз имени Кирова прекратил своё существование. На его базе была создана компания «Южное». В 2008 году 51 двор села был газифицирован.
В 2015 году была закрыта Буряковская школа, где на тот момент учились 42 ученика. 20 августа 2018 года был упразднён Буряковский сельский совет. В результате этого село вошло в состав Райгородской общины (uk).

## Экономика
Экономику села представляют:
- Компания «Южное» (51 работник)[9]
- Общество с ограниченной ответственностью «Элитное»
- Фермерское хозяйство «Алмаз»
- Фермерское хозяйство «Крысюк»

Все сельскохозяйственные предприятия села специализируются на выращивании зерновых и технических культур.
Сфера услуг представлена 2 магазинами и 2 заведениями бытового обслуживания.

## Население
Численность населения — 501 человек (2001), имеется 174 двора. День села отмечается 21 ноября.

## Социальная сфера
В селе работают отделения связи, дом культуры на 100 мест и фельдшерско-акушерский пункт. Имеется стадион вблизи бывшей школы, который требует реконструкции. Действуют два кладбища: старое на улице Иванопольской и новое (общественное) на Райгородецкий. До 2015 года в селе действовала школа.

## Достопримечательности
В Буряках установлены три памятника:

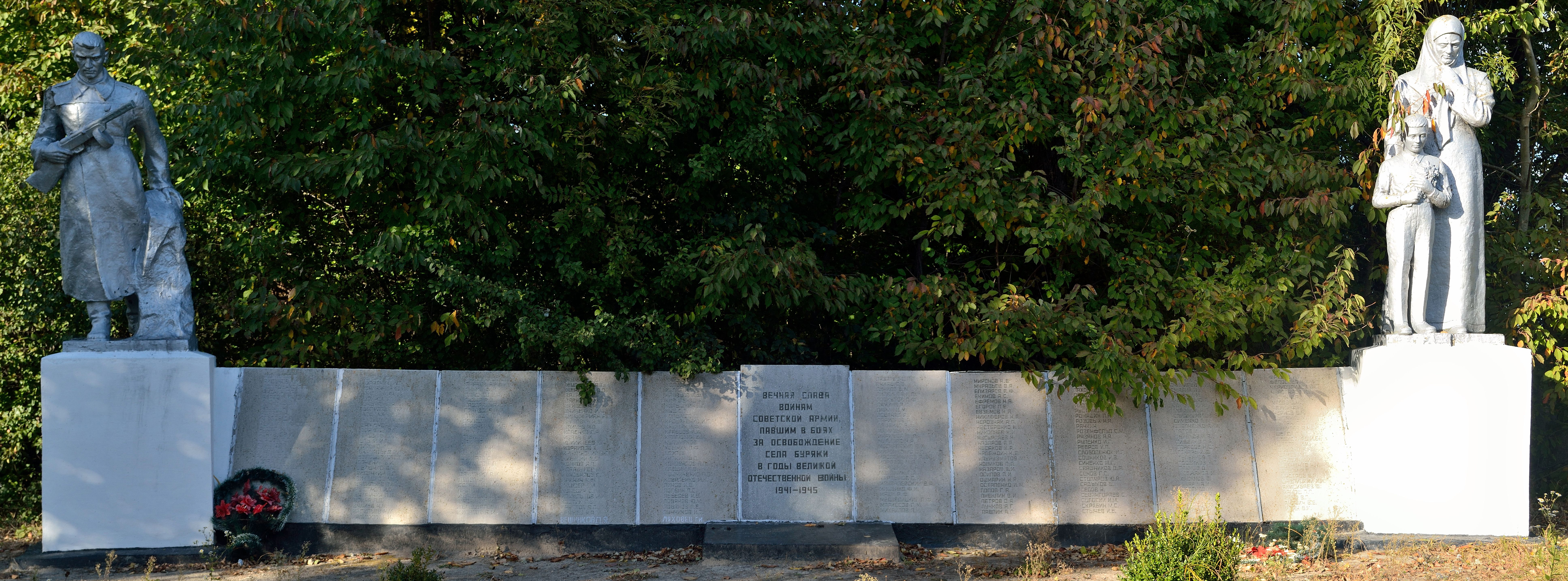
Памятник на братской могиле

- Памятник на братской могилеПамятник на братской могиле советских воинов, погибших в боях за село (49°49′29″ с. ш. 28°16′59″ в. д.HЯO). Установленн на северо-западе села, возле входа на старое кладбище. В братской могиле похоронены 285 воинов, в том числе 1 погибший в 1941 году и 284 погибших в 1944 году[13].
- Мемориал воинам-односельчанам, погибшим во Второй мировой войне (49°48′59″ с. ш. 28°17′11″ в. д.HЯO). Установлен в 1970 году у сельской школы. Сначала представлял собой железнобетонную пирамиду, увенчанную звездой. 9 мая 1995 заменен мемориальным комплексом, состоящим из скульптурр воина и ребенка на постаменте, справа от которой установлены пять железобетонных плит с именами погибших односельчан[14].
- Памятный знак жертвам голода (49°49′17″ с. ш. 28°17′53″ в. д.HЯO). В годы голода на Украине в селе умерли 289 жителей Буряков, из них 132 детей[2]. Памятный знак установлен на средства жителей села 21 ноября 2008 на общественном кладбище. Автор памятника — народный художник Украины Василий Фещенко[15].

Так вспоминала о голоде одна из жительниц села:
«Урожай был, но всё забирали власти. Были созданы бригады из членов сельсовета, которые ходили по домам и искали, что есть в кладовых, и что закопано в земле. У нас в селе была одна женщина, которая ходила и толкала шестом землю, проверяя, не закопано ли там что-либо. А если что-то находила, то потом приходили из сельсовета и забирали».

## Галерея

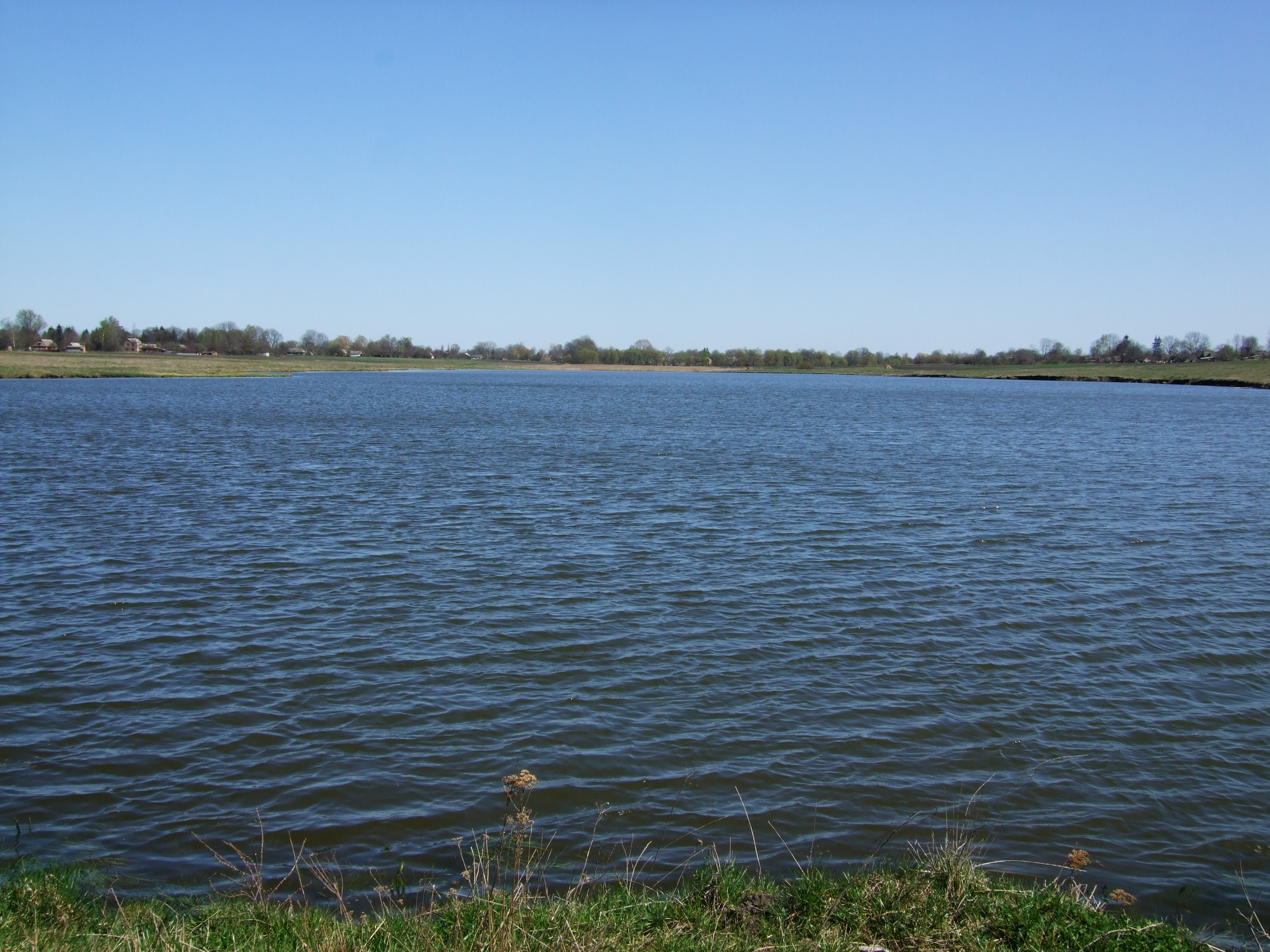
Пруд в центре села
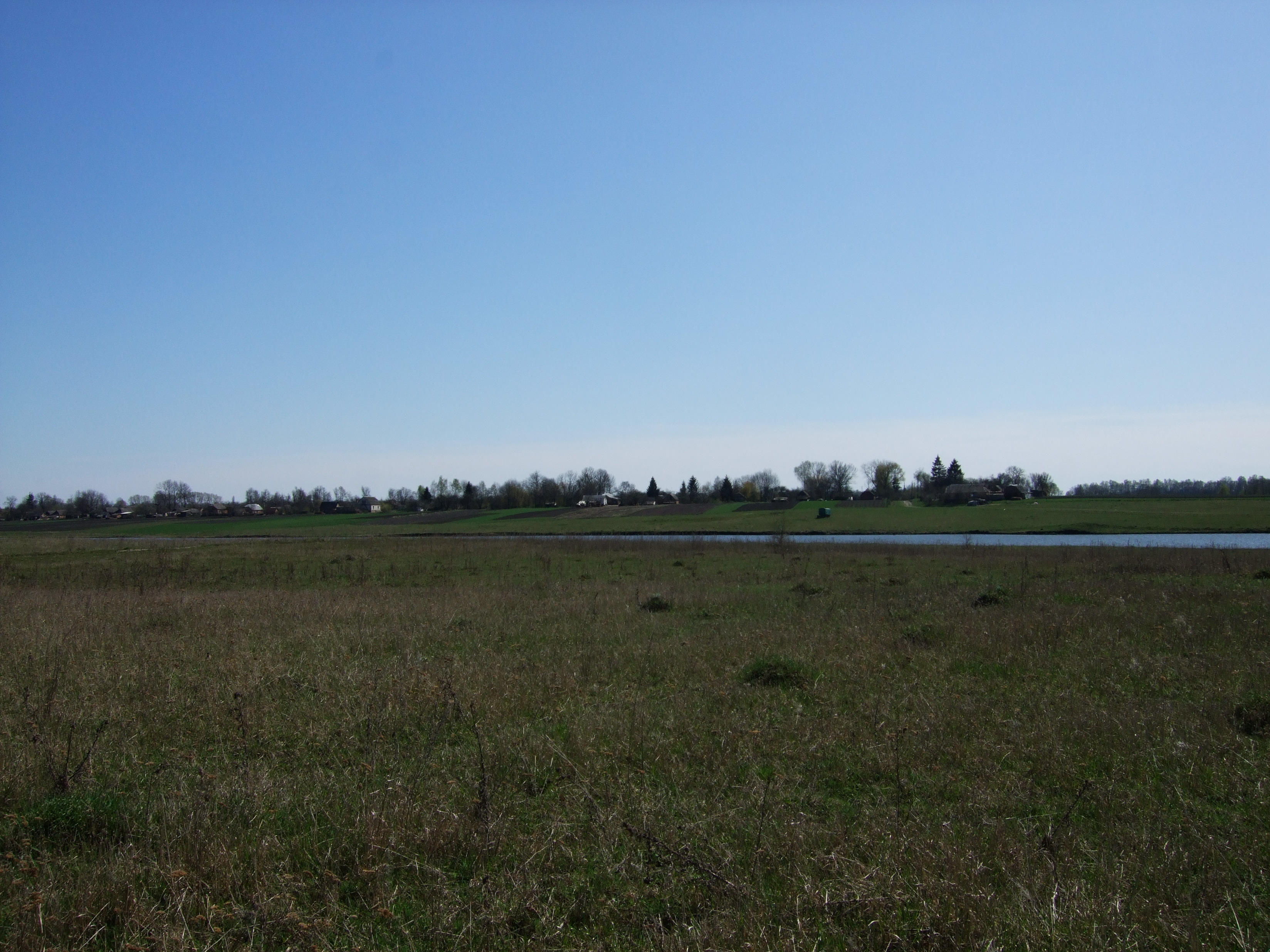
Вид на часть села через пруд
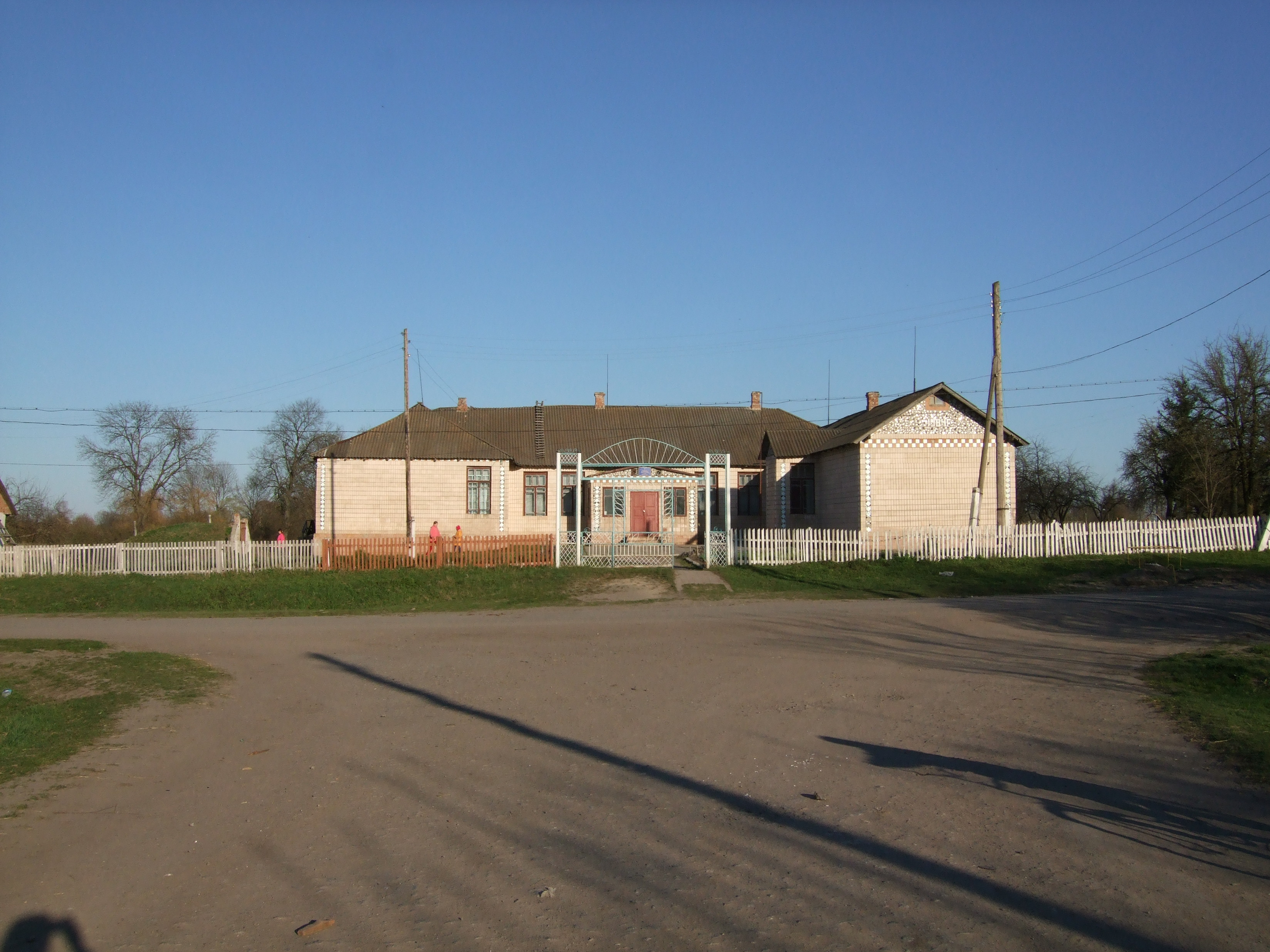
Школа
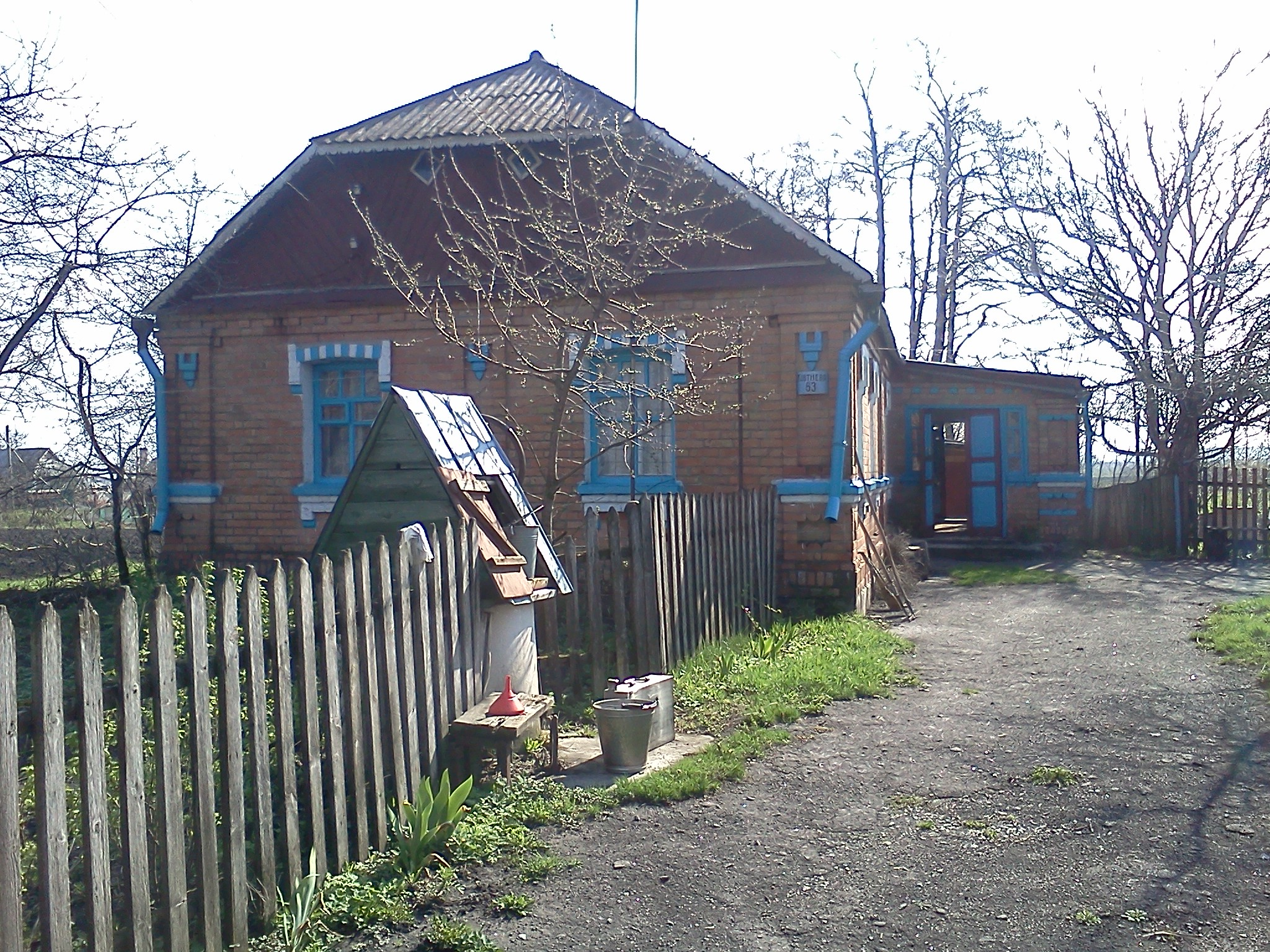
Застройка улицы Жовтневой